# テトラフルオロホウ酸1-ブチル-3-メチルイミダゾリウム
テトラフルオロホウ酸1-ブチル-3-メチルイミダゾリウム（英: 1-Butyl-3-methylimidazolium tetrafluoroborate、BMIM BF4）は、融点が100 °C未満のイオン液体である。

## 特性
テトラフルオロホウ酸1-ブチル-3-メチルイミダゾリウムは、融点が-75 °Cであるため、室温イオン液体である。また、テトラフルオロホウ酸1-ブチル-3-メチルイミダゾリウムは、アセトンと混和し、2-プロパノールおよびトルエンとは部分的に混和する。さらに、水と混合すると分解する。

## 調製
テトラフルオロホウ酸1-ブチル-3-メチルイミダゾリウムは、塩化1-ブチル-3-メチルイミダゾリウムとテトラフルオロホウ酸塩を出発物質とするアニオン複分解反応によって調製できる。

## 用途
テトラフルオロホウ酸1-ブチル-3-メチルイミダゾリウムは、溶媒として水素化反応のような多種多様な反応に使用することができる。また、多くのイミダゾリウム系のイオン液体と同様に、テトラフルオロホウ酸1-ブチル-3-メチルイミダゾリウム中での二酸化炭素の活性化および還元性が知られている。